# Microtegeus labyrinthicus
Microtegeus labyrinthicus är en kvalsterart som beskrevs av Balogh 1968. Microtegeus labyrinthicus ingår i släktet Microtegeus och familjen Microtegeidae. Inga underarter finns listade i Catalogue of Life.